# Neula mesana
Neula mesana is een insect uit de familie van de gaasvliegen (Chrysopidae), die tot de orde netvleugeligen (Neuroptera) behoort. 
Neula mesana is voor het eerst wetenschappelijk beschreven door Navás in 1917.